# 甲山派事件
甲山派事件是指於1967年爆發，甲山派成員試圖取代金日成作爲朝鮮民主主義人民共和國政權的最高領導者事件，然而事件最後以失敗告終。事件涉及到的甲山派在事件爆發之前爲朝鮮民主主義人民共和國執政黨朝鮮勞動黨最大派系游擊隊派內的反對力量，其代表人物有朴金喆、李孝淳和金東奎。甲山派由1930年代至1940年代朝鮮日治時期抗日運動游擊隊發展而來，而此派系起初與金日成的意識形態相近因此是爲「親金日成派系」。但是在1966年朝鮮勞動黨第二次代表會議召開之後，甲山派成員因爲尋求北韓經濟改革與放棄金日成奉行的並進政策而與金日成的意識形態漸行漸遠。而甲山派成員的舉措，包括推舉甲山派代表人物朴金喆作爲接替北韓政權的人物計劃，也被金日成認定爲是「破壞金日成個人崇拜形象」的行爲。
金日成因此展開「清除甲山派」的行動，並在朝鮮勞動黨的會議上進行強調。同時金日成也在呼籲以他自己爲中心，建立「黨的唯一思想體系」以對抗甲山派。在1967年5月朝鮮勞動黨召開的四屆十五中全會，金日成以「反對資產階級、修正主義、樹立主體思想」理由開啟清除甲山派的行動。會議同時將所有朝鮮勞動黨內甲山派成員的職務予以撤銷。金日成通過此次會議、後續的肅清行動以及將《確立黨的唯一思想體系十大原則》確立爲朝鮮勞動黨的指導理念，成功爲金正日的接班以及北韓的世襲專政奠定基礎。
金正日亦有參與到此次事件當中並協助金日成進行肅清進程，並在事件爆發之後接手原先由金道滿管理的朝鮮勞動黨中央宣傳鼓動部。同時，接手朝鮮勞動黨中央宣傳鼓動部也是金正日在朝鮮勞動黨內完成的第一個政治任務，金正日也因此逐漸擴大自己的影響力，使得自己在北韓的政治領域的職能愈加重要。當金日成於1994年逝世的時候，金正日就此登上權力頂峰成爲北韓的第二代最高領導者。

## 派系介紹
甲山派成員原为游擊隊派的一部分，在朝鮮日治時期朴金喆率領一部分游击队派成员在朝鲜半岛北部的甲山郡开展反抗殖民政府的活动和爲金日成的抗日活動提供後勤保障，同時這些游擊隊員也是普天堡戰役的發動者，爾後這些游擊隊員逐漸發展成甲山軍最後演變爲甲山派。

## 派系鬥爭

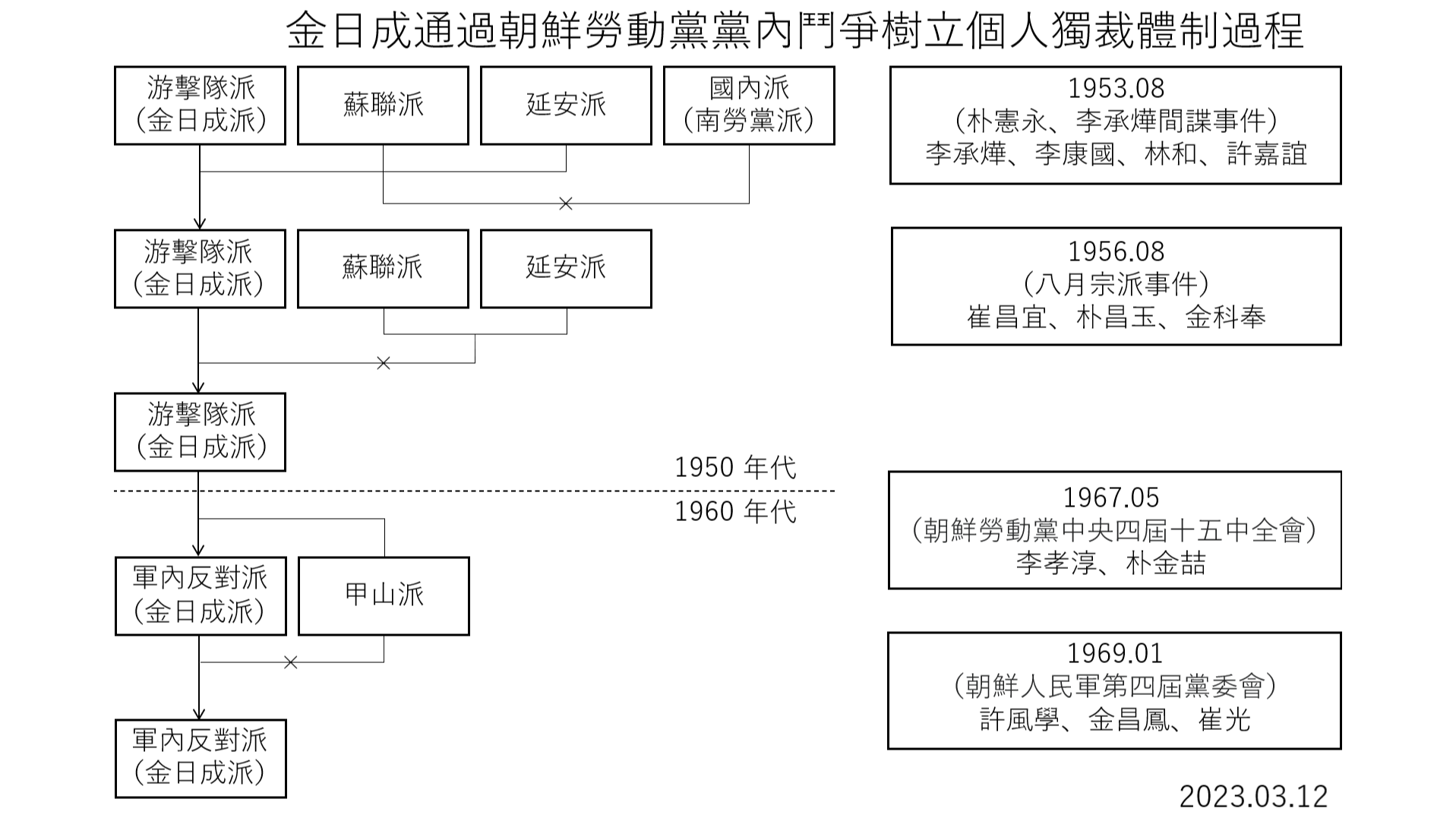
金日成通過朝鮮勞動黨黨內鬥爭樹立個人獨裁體制過程

在韓國光復之後，蘇聯派成員和國內派成員返回北韓，並與游擊隊派和延安派組成朝鮮勞動黨。由於被認為抗日有功，金日成被推舉為最高領導人。1956年8月，延安派和蘇聯派內的改變派因不滿金日成的專政和個人崇拜而發動八月宗派事件，但最後不僅事件以失敗告終，事件的主要策劃者與關聯者均遭到金日成的肅清。而甲山派成員與金日成派系，即軍內反對派自朝鮮日治時期至1950年代均處於同一思想派系且同屬游擊隊派，同時亦協助金日成的派系鬥爭行動將國內派、延安派和蘇聯派清除使游擊隊派在朝鮮勞動黨內一派獨大。有鑒於此，彼時的甲山派並沒有在八月宗派事件當中被金日成清除。
時間來到1960年代初，甲山派與軍內反對派因政見不同，而逐漸在游擊隊派內漸漸分裂為兩大陣營：甲山派認為朝鲜應加強輕工業經濟發展，而非把資源用在軍事上；軍內反對派則主張應強化國防，發展經濟並不重要。金日成起初立場偏向甲山派的理念，並希望藉由發展北韓經濟的成果來爲自己增加執政的合理性。
然而，在1966年10月召開的朝鮮勞動黨第二次代表會議上，甲山派開始向金日成公開表達對金日成大力樹立個人崇拜形象的不滿，並認爲金日成此舉是爲與社會主義背道而馳。由於當時甲山派在朝鮮勞動黨內佔據核心地位，並且反對金日成實行個人崇拜。因此這樣的反對據信在當時取得一定的效果，金日成開始減少樹立個人崇拜形象的行動。
甲山派成員亦反對金日成實行的經濟模式，並認爲在並進政策當中軍事和經濟同步發展的雙軌政策是爲錯誤政策。甲山派倡導經濟發展不應與軍事發展並駕齊驅，而應以經濟發展爲優先。在經濟發展層面，甲山派倡議將輕工業放在比重工業更前的順位並以發展輕工業爲優先，並認爲通過這樣的舉措可以轉移軍隊的資金並提高北韓民衆的生活水平。甲山派亦希望朝鮮勞動黨黨內可以達成共識，將經濟計劃的制定全權交予北韓的經濟學、工程學以及其他科學方面的專家。甲山派的成員亦支持價值理論以及提議使用準貨幣對北韓勞工進行物質激勵，以提升北韓勞工進行勞動的積極性。
爾後對於甲山派而言有一個問題橫亙在眼前：既然金日成的經濟模式已經引發不滿，而派內的誰可以取代金日成的職務成爲北韓的最高領導者，進而可以推行全新的經濟模式。金日成在先前已經有考慮讓自己的幼弟金英柱成爲北韓政權的繼承者，然而金英柱卻缺乏資歷與實際經驗，甚至於金英柱未曾像金日成和甲山派成員一樣在朝鮮日治時期參與過武裝鬥爭的行動。有鑒於此，當金英柱當選朝鮮勞動黨中央委員會組織指導部部長時，甲山派代表人物朴金喆曾就此對金英柱進行批評。
隨後，甲山派成員亦得知金日成又考慮使金正日繼承其最高領導人一職，這更激發起甲山派人的不滿，他們認為金日成實行世襲專政是犯下社會主義中的大忌。並且甲山派自朝鮮日治時期就追隨著金日成，因此甲山派成員亦熟知金日成的過去。甲山派的反對行爲使得金日成察覺自己的領導地位正在被威脅，進而後續發動清洗甲山派的行動。

## 甲山派事件

### 甲山派前期準備
甲山派成員計劃通過運作使朴金喆取代金日成，成爲北韓政權的繼任者。 因此甲山派亦協助金日成發動肅清鏟除朝鮮勞動黨黨內其他派系，這樣朴金喆以及甲山派可以順理成章就任這些因肅清而空缺的職位。同時，甲山派內部亦開始將朴金喆的語錄置於與金日成語錄旗鼓相當的地位。甲山派成員同時也自1960年代起出版有關派系成員的傳記，朴達的傳記率先於1963年出版，隨後出版的是爲1964年李孝淳之弟李濟淳的傳記。而在甲山派於1964年出版的一本畫冊當中，朴金喆與朴達的照片與金日成的照片是爲並列放置於畫冊當中。在朴金喆之妻崔彩蓮逝世之後，時任朝鮮勞動黨中央宣傳鼓動部部長金道滿製作電影《一片丹心》講述崔彩蓮在極端惡劣的環境之下仍然選擇支持當時在西大門刑務所服刑的朴金喆，以紀念與歌頌崔彩蓮對朴金喆的忠誠。同時，金道滿亦修葺朴金喆位於兩江道甲山郡的出生地。朴金喆的傳記在彼時也在出版發行當中，即便這是未經當事人授權出版的傳記。甲山派通過上述舉措，使得同期金日成樹立個人崇拜形象材料的傳播受到相應衝擊。

### 事態升級
金日成將甲山派成員的上述舉措認定爲「不忠行爲」，對於電影《一片丹心》亦持反對立場且認爲這部電影是爲釋放與傳遞錯誤效忠對象的訊號。時任最高人民會議常任委員會委員長職位的崔庸健亦譴責朴金喆的舉措是在「散播封建社會與儒家思想」，同時也有其他指控朴金喆違反朝鮮勞動黨軍事路綫，以及聲稱甲山派是爲家庭主義和地區主義派系的聲音。
朝鮮勞動黨黨內亦將對南韓的祕密行動失敗歸咎於朴金喆的盟友，時任對南事務總署長官李孝善，以及聲稱朴金喆的部下林春秋是因專注於甲山派成員傳記的出版而選擇性忽視對南行動。針對意識形態層面，朝鮮勞動黨黨內批評甲山派實行修正主義，以及聲稱存在強迫派系成員閱讀朝鮮王朝時期出版的封建主義文學作品行爲。甲山派也被認定爲「親華派系」，與金日成的「親蘇派系」理念背道而馳。
作爲回應，朴金喆公開表示金日成「以一敵百」的口號是爲不切實際的口號，且聲稱因爲金日成執行的並進政策致使北韓全境的生產計劃落後於先前制定的計劃。

### 事件爆發
隨著事態的發展，金日成最後將甲山派這種未經他准許而執行的舉措定調爲：破壞領導權威與個人崇拜的嚴重不忠行徑。甲山派成員的思想與行爲，亦開始被金日成視爲對北韓政權統治與生存的威脅。就此，金日成與1967年3月發表演說警告甲山派成員，並批判甲山派成員實行「個人英雄主義」。金日成亦雙管齊下，一邊開始批判甲山派，另一邊架構「緊密團結在以金日成爲核心的朝鮮勞動黨中央」意識形態體系以對抗甲山派。不僅如此，金日成還在朝鮮勞動黨黨內發出「不要與甲山派成員沆瀣一氣」的警告，並敦促其他黨員與甲山派割席。
此時的甲山派，仍然無視金日成的傳遞的訊號，繼續執行著原先落定的計劃。金日成遂舉行閉門祕密會議商討應對甲山派的方式，在此次會議上金日成被他的忠實追隨者給予「清除甲山派」的權利並達成共識。爾後隨著祕密會議的結束，金日成對確認的甲山派成員與懷疑是甲山派的成員發動肅清行動。
1967年5月4號至5月8號，朝鮮勞動黨召開朝鮮勞動黨第四屆中央委員會第十五次聯席全體會議，在會議當中據悉有超過100名被認定爲甲山派成員的朝鮮勞動黨黨員被免職及開除出黨。甲山派代表人物朴金喆、李孝淳和金道滿被以「反對千里馬運動」為由除去所有職務和黨籍；其他甲山派成員例如朴容國和許錫宣也受到牽連而被免職；金東奎因在黨政治委員會會議中批評金正日被投進集中營。剩下的甲山派成員也因此次會議就此人間蒸發，或和金東奎一樣被投進集中營。
隨後金日成在1967年5月25號對朝鮮勞動黨宣傳鼓動部官員發表題爲《關於黨的宣傳工作方向的當務之急》演說，據信是爲金日成一生當中發表過的最重要的演說。這次演說亦以「5·25演說」的別名而知名，並標示著金日成將他的支持者視爲揭發與鬥爭甲山派的工具。而演說發表之後在北韓境內造就的影響，從脫北者成蕙琅所言「諸事皆變」當中可見一斑。雖然金日成發表「5·25演說」的重要性以及影響不言而喻，但是這次演說僅在朝鮮勞動黨黨內發表。北韓政府在1968年發行的朝鮮中央年鑑當中簡要提及此事：
| “                      | 金日成同志向黨內的思想工作者發表題爲《關於黨的宣傳工作方向的當務之急》演說。 김일성동지께서 당사상사럽부문일군들 앞에서 《당면한 당선전사업방향에 대하여》 연설. | ” |
| ——朝鮮中央年鑑，1968年 | |   |

《勞動新聞》在刊發關於金日成「5·25演說」的社論當中，稱讚金日成是次演說是整個朝鮮勞動黨乃至於整個北韓彌足珍貴的精神財寶與體現金日成永垂不朽的高尚思想，並稱金日成透過是次演說將朝鮮勞動黨鑄成作爲革命的領袖黨。

### 事件後續
金日成啟動肅清甲山派進程半年之後，在一次黨內計劃外會議上金日成呼籲北韓電影業在製作上需要重拾先前因爲製作《一片丹心》而幾近消散的對他的忠誠。而金正日在會議上毛遂自薦說明自己可以領導北韓電影業走向效忠金日成之路，自此金正日亦開啟他的電影製作生涯。在重新定位北韓電影業的發展方向之前，金正日亦召開爲期一個月的會議以清除「甲山派反動分子」。
金日成不僅清除在朝鮮勞動黨高層的甲山派成員，一些被金日成視為甲山派的地方幹部也難逃肅清。金日成對甲山派的清洗行動自1967年5月撤銷朴金喆、李孝淳和金道滿所有職務與朝鮮勞動黨黨籍爲起始，至1969年1月撤銷金昌奉、崔光和許鳳學的所有職務與朝鮮勞動黨黨籍爲終止。高麗大學學者林在川評價甲山派事件是爲北韓政治史上的一個分水嶺，而隨著甲山派在朝鮮勞動黨的清除，能夠威脅到金日成領導的北韓政權的因素就此煙消雲散。而經歷此次事件之後，金日成意識到維護政權穩定的重要性，並加大樹立自己個人崇拜形象的力度。

## 事件影響

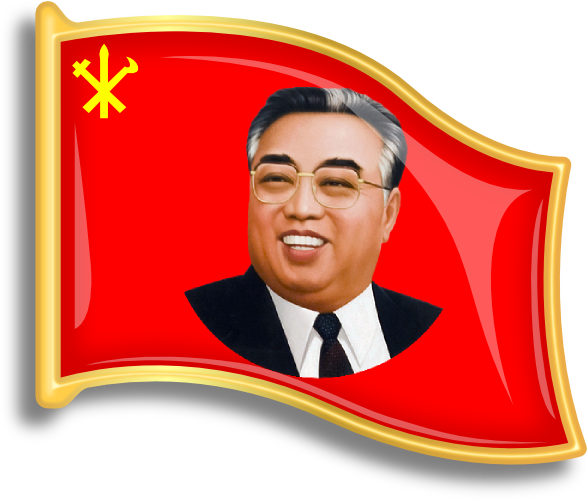
一枚金日成像章

鑒於甲山派事件爆發之時中國正值文化大革命時期，因此金日成在後續政治宣傳的開展與個人崇拜形象的樹立上均有效仿中國文化大革命時期的宣傳與樹立形式。同時金日成像章的設計靈感，亦來源於中國文化大革命時期的毛澤東像章。前朝鮮勞動黨中央委員會委員黃長燁曾表示金日成像章的出現與甲山派事件直接掛鉤，在甲山派被清除之後金日成樹立個人崇拜形象在客觀層面上加強，進而出現像章以表對金日成的效忠。並且，所有北韓已經出版的書籍，自甲山派事件過後在均須經過嚴格的檢查確保準確無虞之後方可留存，據信有數量可觀的書籍因爲沒有通過檢查而被燒毀。
金日成幼弟金英柱也於金日成啟動清除甲山派行動進程之後，開始草擬《確立黨的唯一思想體系十大原則》。金日成最初在1967年12月16號的最高人民會議上發表題爲《在国家活动的所有领域更彻底地体现自主、自立、自卫的革命精神》的演說有所提及《十大原則》。並且在甲山派事件之後，「首領」一詞就此成爲金日成的專屬稱號。
隨著甲山派在北韓境內的逐步消失，金日成開始逐步全掌握黨、軍方面的大權，同時北韓的黨、政、軍方面亦開啟逐步「金日成化」的進程。金日成亦開始成爲朝鮮勞動黨中央委員會黨史研究所撰寫民族歷史的焦點，而金日成在朝鮮日治時期與韓戰時期的作用也隨之被神格化。與之相比，其他的游擊派隊員的經歷則被邊緣化與忽視化，產生一種月明星稀的現象。金日成亦對甲山派成員展開記錄抹煞行動，其中一個範例是爲「將甲山派成員的抗日經歷從抗日游擊隊員回憶錄當中移除」。
金日成發表的「5·25演說」亦奠定北韓的指導思想與政治基礎與同爲社會主義國家陣營的中國和蘇聯迥然不同，亦爲北韓政治氛圍開始與中國和蘇聯分化的起始點。有鑒於此，金日成提出的主體思想開始在北韓境內盛行。同時金日成推行並進政策亦在北韓境內扎下根基，即便在具體落實層面北韓軍隊有凌駕北韓經濟的特權。而隨著人事更換，北韓政府對待南韓的態度也愈加強硬。
在金日成開始著手肅清甲山派之後，北韓政府樹立的個人崇拜形象也不再限於金日成，其他隸屬於白頭血統的成員亦開始具有屬於自己的個人崇拜形象。而其中率先出爐的個人崇拜形象，是北韓政府爲康盤石樹立的個人崇拜形象，也是金日成對自己個人崇拜形象的補充。1967年7月，北韓政府發行歌曲《主體朝鮮之母》，而在1967年7月與9月《勞動新聞》亦刊發讚揚康盤石的社論文章，朝鮮社會主義女性同盟也於1967年9月開展「學習主體朝鮮之母康盤石」的活動。
甲山派事件爆發的次年，即1968年，北韓政府將金日成的生日確定爲北韓節日，成爲全球第一個將最高領導人的生日確定爲國定假日的政府。

## 金正日的繼位
雖說金正日的繼位現象是以北韓媒體自1973年開始稱金正日爲「黨中央」爲起始，然而南韓國民大學首席研究員特泰斯基認爲：金日成發表「5·25演說」之時就已經欽定金正日作爲北韓政權的繼任者。金正日亦參與到「調查甲山派」行動當中，據信這項任務是爲金日成親自指派金正日執行的。金正日屆時26歲，而參與「調查甲山派」行動是他在朝鮮勞動黨當中得到的第一個職位。在參與調查之時，金正日也離開朝鮮勞動黨中央委員會組織指導部去接手因爲甲山派事件而在朝鮮勞動黨黨內造成信任危機的朝鮮勞動黨中央宣傳鼓動部，以強化金日成的唯一思想體系。